# 巨鹿廊街

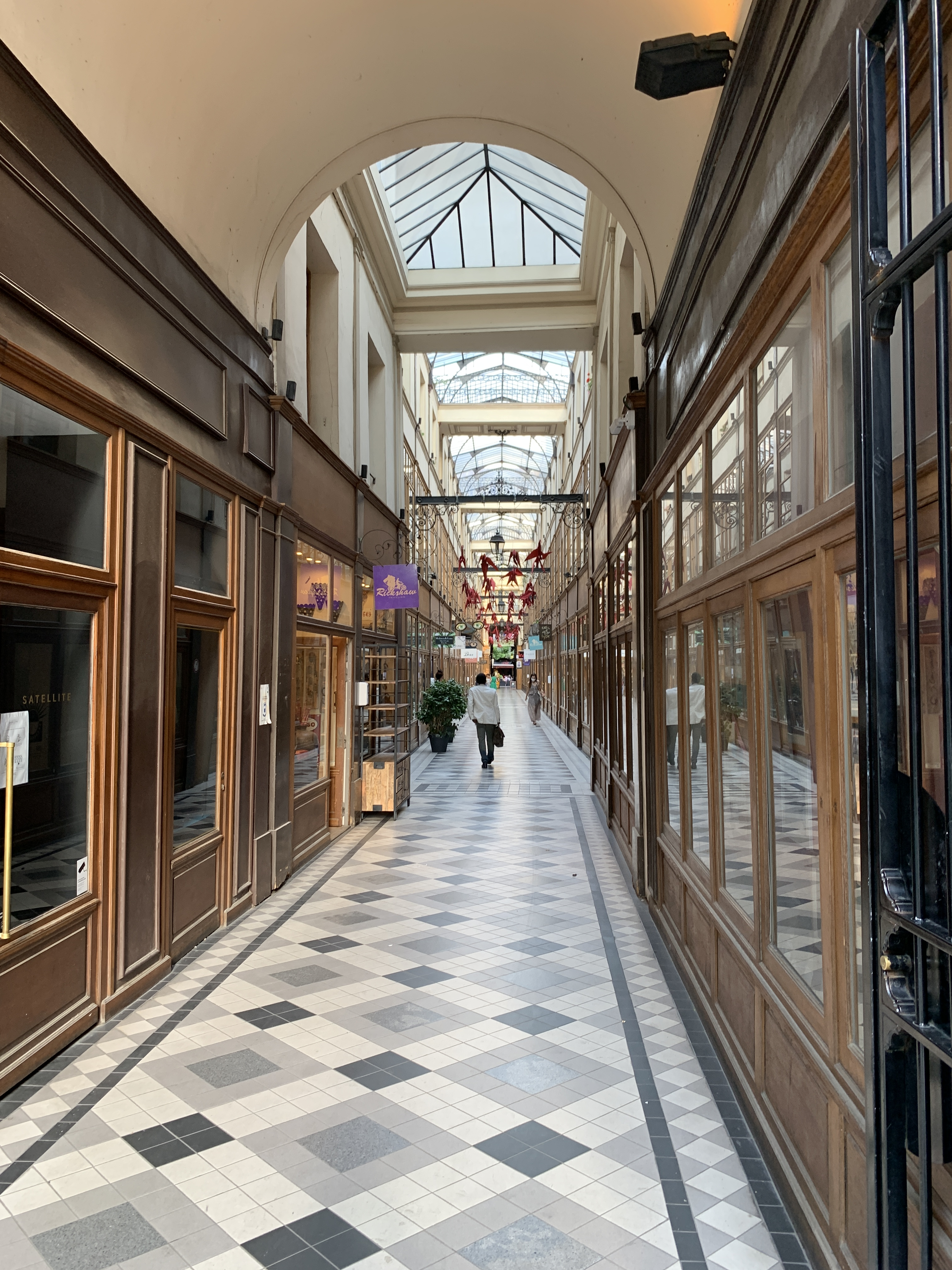
巨鹿廊街（2021年6月）

巨鹿廊街（Passage du Grand-Cerf）是法国巴黎的一条拱廊街，位于巴黎第二区东部艾蒂安·马赛地铁站附近，长117米，宽3米，两端分别是圣但尼街145号和Dussoubs街8号。 
巨鹿廊街开辟于1825年。圣但尼街对面的布尔格拉贝廊街（passage du Bourg-l'Abbé）在1828年4月开业。
巨鹿廊街内开设艺术品店，时装设计师，家居装饰等相关店铺。
1960年电影《地铁里的莎姬》在此拍摄。

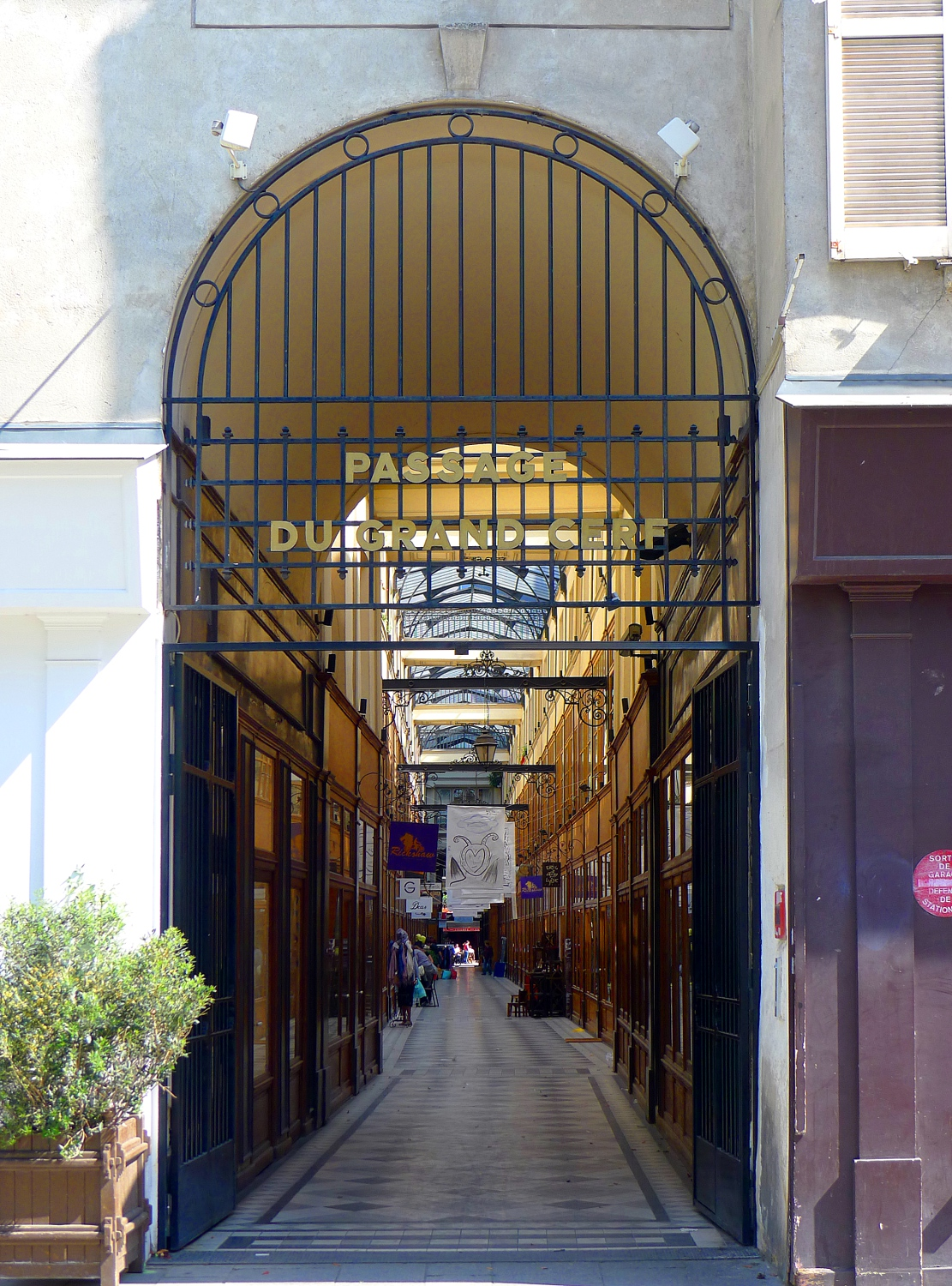
place Goldoni
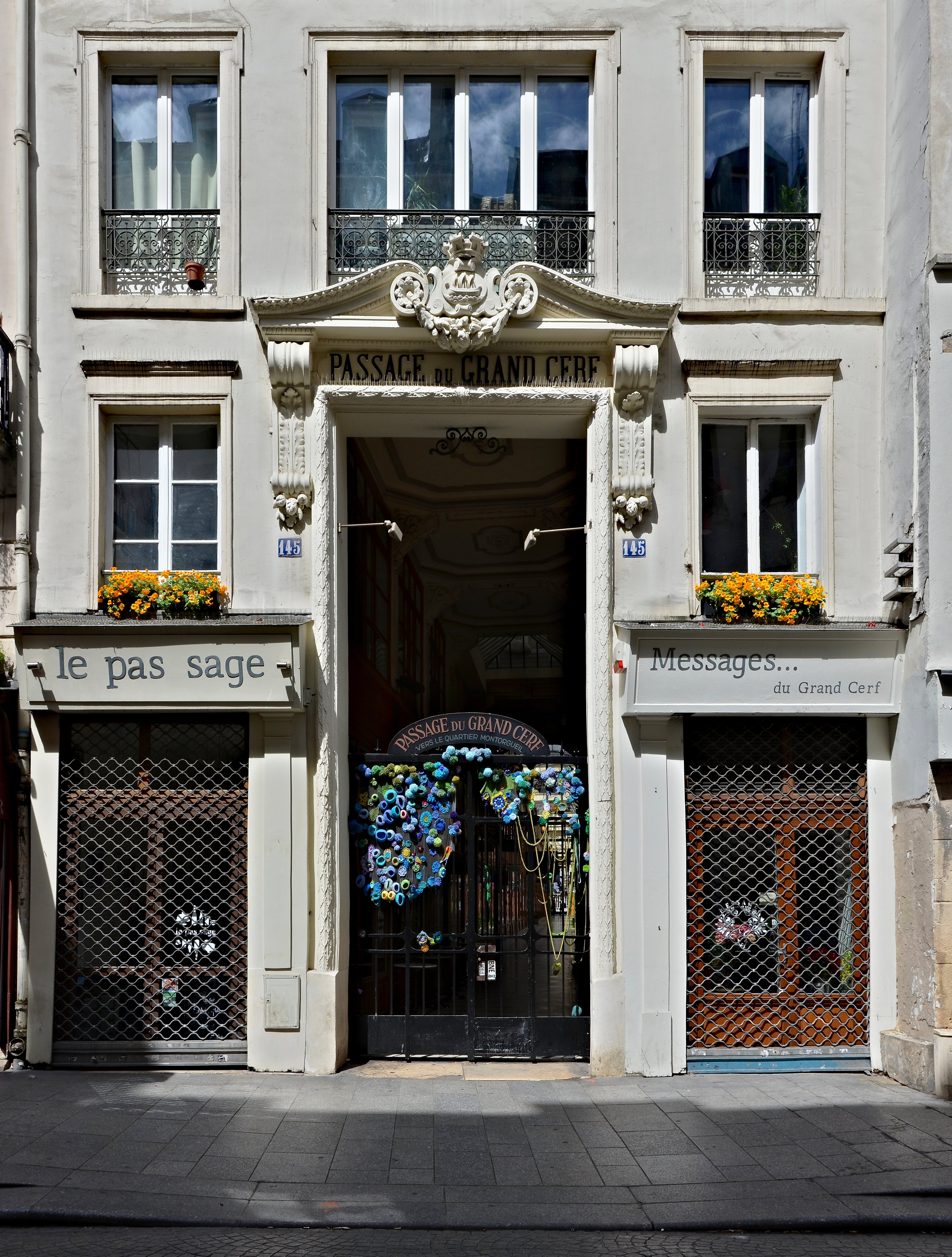
圣但尼街入口